# Lasan Kromah
Lasannah V. "Lasan" Kromah, né le 24 juin 1991 dans le Queens, à New York, est un joueur américano-libérien de basket-ball évoluant au poste d'arrière.

## Biographie

### Carrière universitaire
Entre 2009 et 2013, il joue pour les Colonials de George Washington à l'université George Washington.
Entre 2013 et 2014, il joue pour les Huskies du Connecticut à l'université du Connecticut.

### Carrière professionnelle

#### Alba Fehérvár (2014-2015)
Le 26 juin 2014, automatiquement éligible à la draft 2018 de la NBA, il n'est pas sélectionné.
Durant l'été 2014, il participe à la NBA Summer League d'Orlando avec les Nets de Brooklyn.
Le 11 août 2014, il signe son premier contrat professionnel avec l'équipe hongroise d'Alba Fehérvár.

#### Torku Konyaspor (juil. - déc. 2015)
Le 13 juillet 2015, il signe avec l'équipe turque du Torku Konyaspor (en).
En décembre 2015, il rompt son contrat.

#### Kavala BC (jan. - juin 2016)
Le 13 janvier 2016, il signe avec l'équipe grecque de Kavala.

#### Knicks de Westchester (oct. - nov. 2016)
Le 30 octobre 2016, il est sélectionné à la 16e position du troisième tour de la draft 2016 de D-League par les Knicks de Westchester.
Le 18 novembre 2016, il est libéré de son contrat après avoir disputé deux matches.

#### Promithéas Patras (nov. - déc.2016)
En novembre 2016, il signe avec l'équipe grecque de Promithéas Patras mais il n'y dispute que deux matches et quitte l'équipe en décembre.

#### Melbourne United (jan. - fév.2017)
Le 13 janvier 2017, il signe avec l'équipe australienne de Melbourne United pour pallier l'absence pour blessure de Ramone Moore.

#### Egis Körmend (fév. - juin 2017)
Le 19 février 2017, il signe avec l'équipe hongroise d'Egis Körmend.

#### U-BT Cluj-Napoca (2017-2018)
Durant l'été 2017, il signe avec l'équipe roumaine de l'U-BT Cluj-Napoca.

#### Boulazac Basket Dordogne (juil. -nov. 2018)
Le 23 juillet 2018, il signe avec l'équipe française du Boulazac Basket Dordogne.
Le 27 novembre 2018, d'un commun accord avec Boulazac, il rompt son contrat.

#### Rouen Métropole (nov.2018 - juin 2019)
Le 28 novembre 2018, il reste en France et signe avec l'équipe du Rouen Métropole.

#### Kolossos Rhodes (2019-2020)
Le 17 août 2019, il signe avec l'équipe grecque de Kolossos Rhodes.

#### Cholet Basket (2020-2021)
Le 4 août 2020, il signe avec l'équipe française du Cholet Basket.

#### Fos Provence Basket (2021-2022)
Le 11 août 2021, il signe avec l'équipe française du Fos Provence Basket.
Il termine la saison en étant le deuxième meilleur marqueur du championnat à cinq points derrière Brandon Jefferson.

#### Fuenlabrada (2022-2023)
Le 17 août 2022, il signe avec le club espagnol de Fuenlabrada.

## Palmarès

### Universitaire
- Champion NCAA en 2014
- Atlantic 10 All-Rookie team en 2010

### En club
- Meilleur marqueur de Pro B en 2019
- Deuxième meilleur marqueur de Jeep Élite en 2022

## Statistiques

### Universitaires
Les statistiques de Lasan Kromah en matchs universitaires sont les suivantes :
| Saison    | Équipe            | Matchs   | Titul.   | Min./m   | % Tir    | % 3pts   | % LF     | Rbds/m.  | Pass/m.  | Int/m.   | Ctr/m.   | Pts/m.   |
| --------- | ----------------- | -------- | -------- | -------- | -------- | -------- | -------- | -------- | -------- | -------- | -------- | -------- |
| 2009-2010 | George Washington | 31       | 31       | 24,5     | 45,7     | 35,6     | 51,2     | 3,35     | 1,90     | 2,00     | 0,32     | 11,81    |
| 2010-2011 | George Washington | Redshirt | Redshirt | Redshirt | Redshirt | Redshirt | Redshirt | Redshirt | Redshirt | Redshirt | Redshirt | Redshirt |
| 2011-2012 | George Washington | 31       | 29       | 29,4     | 40,5     | 31,3     | 64,2     | 5,13     | 2,55     | 1,68     | 0,58     | 11,13    |
| 2012-2013 | George Washington | 30       | 12       | 24,5     | 47,6     | 22,2     | 67,5     | 3,67     | 1,87     | 1,17     | 0,37     | 10,07    |
| 2013-2014 | Connecticut       | 40       | 17       | 22,4     | 43,5     | 33,9     | 68,9     | 2,67     | 1,15     | 1,12     | 0,35     | 6,08     |
| Carrière  | Carrière          | 132      | 89       | 25,0     | 44,1     | 32,0     | 62,5     | 3,64     | 1,82     | 1,47     | 0,40     | 9,52     |